# MUPS
MUPS steht für Multiple Unit Pellet System; eine Arzneiform, die aus mehreren, teilweise verschieden freisetzenden Pellets und Hilfsstoffen zur Tablettierung  aufgebaut ist. In der Regel werden MUPS-Formulierungen in Form von Tabletten auf den Markt gebracht.

## Zusammensetzung und Funktionsmechanismus
Eine MUPS-Tablette besteht aus Pellets, welche zusammen mit pulverförmigen Hilfsstoffen (Sprengmittel, Füllstoffe) verpresst werden. Die eingesetzten Pellets sind in der Regel einzeln überzogen, um Ort, Geschwindigkeit und Zeitpunkt der Wirkstofffreisetzung zu bestimmen. Anstelle von überzogenen Pellets können auch Matrix- und Mehrschichtpellets eingesetzt werden.
Im Magen zerfällt die Tablette wieder in die einzelnen Pellets durch das dort vorhandene Verdauungssekret („Magensaft“). Die Pellets können den Magenpförtner aufgrund ihres kleinen Durchmessers unabhängig von Nahrungsaufnahme bzw. Füllvolumen passieren. Feste Bestandteile können den Magen während des physiologischen Verdauungsprozesses nur mit einer Partikelgröße kleiner als 2 mm verlassen. Größere Teilchen – wie beispielsweise magensaftresistente Tabletten, die nicht im Magensaft zerfallen – können den Magen erst nach der vollständigen Entleerung verlassen. Dies kann dazu führen, dass das Arzneimittel erst mehrere Stunden nach Einnahme seine Wirkung entfaltet.
Bei überzogenen Pellets kommt es nach einer möglichen Beschädigung des Überzuges im Gegensatz zu überzogenen konventionellen Tablettenformulierungen zu keiner sofortigen Freisetzung des gesamten Wirkstoffes, was als sogenanntes „dose-dumping“ bezeichnet wird. Folglich wird die Gefahr toxischer Wirkungen aufgrund Überdosierung vermieden.
Aufgrund der unterschiedlichen Überzugsmöglichkeiten der einzelnen Pellets und deren Mischung ist es möglich, Pellets unterschiedlicher Freisetzungs-Kinetik in einer Arzneiform zu verarbeiten. Darüber hinaus ermöglicht dies auch die Mischung inkompatibler Arzneistoffe miteinander. Hierfür können die Pellets aus verschiedenen Schichten bestehen, wobei jede Schicht unterschiedliche Arzneistoffe enthalten kann.
Die einzelnen Pellets sind bei der Tablettierung hohen mechanischen Belastungen ausgesetzt, weshalb die Überzüge besonders flexibel sein sollten. Ein Beispiel für einen solchen Überzug einer Retardform stellt Eudragit NE® dar.
Der Nachteil von MUPS sind die hohen Produktionskosten.